# Acollesis densisquamata
Acollesis densisquamata är en fjärilsart som beskrevs av Louis Beethoven Prout 1915. Acollesis densisquamata ingår i släktet Acollesis och familjen mätare. Inga underarter finns listade i Catalogue of Life.